# 小川東洲
小川東洲（おがわとうしゅう、1928年5月6日 - 2022年9月26日）は、北海道深川市出身の書家。本名、小川昭三。世界各国で書展を開いているほか、北海道を中心とした数々の賞を受賞している。

## 来歴
1928年、北海道深川市生まれ。北海道第一師範学校（現北海道教育大学札幌校）卒業。1962年に「第3回北海道書道展」にて大賞を受賞する。その後1965年にはアメリカ合衆国のサンフランシスコにおいて個展を開き、同年ポーランドの名誉市民となる。1978年に当時の文部省より、芸術選奨新人賞を獲得。1980年にイタリア・ヴェネツィアで行われた「今日の書展」、同じく中国・北京で行われた「現代日本の書道展」の2つの書展で招待出品として作品を展示した。
1982年に北海道で「深川東洲会」が発足され、アメリカ合衆国のボストン美術学校の教授と、ハーバード大学の客員教授に任命された。1989年に昭和天皇が崩御した際、「天皇崩御」と「昭和天皇大葬」の題字を書いた。同年に陶芸家の藤原雄と共に、「書と土・炎との出会い展」を札幌市で開催した。1991年、作品「魔性月光」とその他4点の作品が、イギリスにある大英博物館へと所蔵されることとなったほか、北海道文化賞も受賞した。
1994年、北海道より地域文化功労者表彰を授与され、その年に深川市納内町で建立された「開拓記念100年記念碑」の題字を担当。1998年にロンドンの大英博物館が主催する書展としては、初となる「小川東洲書の芸術展」を4ヶ月間もの間開催することに成功した。また、「札幌アカシアLC名誉会」の委員や札幌国際大学の教授なども務めた。
2001年に故郷の深川市で「アートホール東洲館」がオープン。この美術館の名称は自身の名前にちなんでつけられたものである。翌2002年には北海道功労賞を獲得、2007年には財団法人美術文化振興協会の美術文化国際交流事業の一環として、オランダにあるライデン大学へ派遣講師として派遣された。

## 著書
- 『書・小川東洲の世界』 1998年、北海道新聞社 ISBN 4893639986